# راشيل، زوجة الحاخام عكيفا
راشيل، زوجة الحاخام عكيفا (بالعبرية: בעברית)، كانت يهودية مقيمة في أواخر القرن الأول الميلادي في يهودا، واستشهد بها التلمود والآقداة بأنها نموذج للزوجة اليهودية  المثالية التي تشجع زوجها على متابعة دراسة التوراة وترغب في تقديم تضحيات شخصية لتحقيق هذا الهدف. كانت زوجة تانا رابي عكيفا، التي أصبحت لاحقًا، واحدة من أعظم علماء التوراة في التاريخ اليهودي. لعبت راشيل دورًا مهمًا في تشجيع أكيفا على متابعة دراسة التوراة، إذ لم يكن هذا الأخير متعلمًا عند الزواج. تبرأ منها والدها الثري كلباء سافوا، لعدم رضاه على اختيارها لزوجها، وعاش الزوجان  في فقر مدقع. بمباركة راشيل، غادر عكيفا للدراسة في أكاديمية التوراة لمدة 24 عامًا. عاد إلى المنزل عالمًا مشهورًا برفقة 24000 تلميذ. حاول التلاميذ دفع راشيل جانباً عندما خرجت لاستقبال زوجها في ملابس ممزقة ورثة. أخبرهم أكيفا، «اتركوها. ما هو لي وما هو لكم هو ملك لها». عند معرفته بالمنحة الدراسية التي تحصل عليها صهره للتوراة، تصالح كلباء سافوا معه وأعطاه نصف ثروته. لاحقًا، كان لدى عكيفا، ديادم (إكليل) ذهبي، صُمم خصيصًا لراشيل، واصفًا مدينة القدس. يوجد قبر راشيل في طبريا، وهو موقع الحج للرجال والنساء.

## الخلفية
تعفى المرأة في في الأدب الحاخامي من دراسة التوراة. ينص التلمود على أن النساء يكتسبن ميزة دراسة التوراة من خلال تشجيع أزواجهن وأبنائهن على التعلم:
قال راف للحاخام هية: تكتسب النساء هذه الميزة [لدراسة التوراة] من خلال جعل أبنائهن يذهبون إلى الكنيس اليهودي للتعلم وأزواجهن إلى بيت مدراش  لدراسة تعاليم الحاخامات، وبانتظار أزواجهن حتى يعودوا من بيت مدراش (بيراشوت 17 أ).
تعتبر راشيل مثالًا رئيسًا ومثاليًا للزوجة التي تشجع زوجها على متابعة دراسة التوراة، ومستعدة كامل الاستعداد لتقديم تضحيات شخصية لتحقيق هذا الهدف.

## الاسم
لا يظهر اسم راشيل في التلمود، والذي أشار إليها على أنها ابنة كلباء سافوا. عُثر على اسمها في أعمال الآقداة، آباء الحاخام ناتان. يفترض إيلان أن هذا العمل الأخير استمد اسمه من اثنين من الأمثال التلمودية المطبوعة في نهاية قصة راشيل وعكيفا في كتبوت 63 أ.  يقول التلمود في أعقاب القصة: «قامت ابنة عكيفا بنفس الفعل مع بن عزاي». يشير هذا إلى تزوج ابنة عكيفا وراشيل من تانا بن عزاي. ثم سجل التلمود هذه الأمثال:
- רחילא בתר רחילא אזלא - الخروف يتبع خروفًا.
- כעובדי אמה כך עובדי ברתא - تفعل الابنة ما تفعله والدتها.

الكلمة الآرامية الخاصة بـ «الخروف» هي كلمة راشيل، ما قد يلمح المثال إلى كل من أسماء الأم وابنتها. اقترح بويارين أن راشيل هي الاسم المنطقي لزوجة عكيفا، وذلك لما قالته قبل خروجها لتحيته بعد غيابه الذي دام 24 عامًا، «الرجل الصالح يعرف روح حيوانه». كان أكيفا «راعيًا» وراشيل «خروفاً».

## النشأة والزواج
كانت راشيل ابنة كلباء سافوا، واحد من أغنى ثلاثة رجال يعيشون في القدس قبل تدمير المعبد الثاني. كلباء سافوا تعني حرفيًا «كلب مُتخم»، كان الاسم تكريما لسخائه، لكل من جاء إلى عتبة بابه جائعا مثل كلب غادر مع بطن مليء. كانت طفلته الوحيدة، راشيل، امرأة شابة متواضعة وبارعة وكان بإمكانها اختيار أي شاب ثري، عالم في كتاب التوراة. ومع ذلك، وضعت عينها على عكيفا، أحد رعاة والدها، والذي كان غير متعلمًا. إدراكاً لتواضعه وخصائصه الممتازة، سألته راشيل إن كان سيوافق على المشاركة في دراسة التوراة إذا تزوجته. وافق، وتمت خطبتهما سراً. وفقًا للرواية في ندارم 50 أ، فقد تزوجا سراً. وفقا لآباء الحاخام ناتان، كانت راشيل زوجة أكيفا الثانية. توفيت زوجته الأولى تاركةً ابنًا، رافقه عندما بدأ تعلم القراءة لأول مرة. غضب والد راشيل غضبا شديدا عند اكتشافه أن ابنته مخطوبة لرجل غير متعلم. طردها من منزله وأقسم أنها لن تتحصل على أي شيء منه. تزوج راشيل وعكيفا في فصل الشتاء وعاشا في فقر مدقع. بنيا منزلهم في حظيرة، حيث كانوا ينامون على القش. كان أكيفا يلتقط القش من شعر زوجته. وعد أكيفا زوجته، «إذا كانت لديّ الموارد اللازمة، فسأصنع لك «قدسا ذهبية» [زخرفة ذهبية تصور مدينة القدس]». ويمضي التلمود ليعلن ظهور إيليا النبي على بابهم، متنكرا في شكل فقير، متوسلا بعض القش لفرشة لزوجته وجعلها مستريحة بعد الولادة. عندما رأى أكيفا وزوجته وجود أشخاص أكثر فقراً منهم، قالت له راشيل: «اذهب، وصر باحثًا».

### مدراش العظيم
يروي كتاب مدراش العظيم، قصة توضح كيف شجعت راشيل زوجها للذهاب دراسة التوراة، نظرا لأنه كان أميًا في سن الأربعين وعانى من ضحك وسخرية الأطفال الصغار في مدرسة «تشيدر»، عندما بدأ  تعلم الحروف الأبجدية العبرية. اتخذت راشيل خطوة غير عادية، متمثلة في وضع كميات ضخمة من الأتربة على ظهر حمارها، وبذرها، وسقيها يوميًا. عندما ظهرت البذور ونمت لتصبح نباتات، طلبت من عكيفا نقل الحمار إلى السوق ليتمكن من جلب بعض الطحين. في السوق، أشار الجميع إلى الحديقة  التي تنمو على ظهر الحمار، وضاحكين وساخرين من عكيفا. عاد أكيفا إلى المنزل مهانًا تمامًا. في اليوم التالي، طلبت منه راشيل نقل الحمار إلى السوق لشراء العدس، وتكرر المشهد نفسه. قدمت راشيل كل يوم طلبًا جديدًا للتسوق في السوق، ما جعل أكيفا يوميا، موضوعًا للضحك والسخرية، على الرغم من تقلص الإساءة  مع الوقت. عندما بدأ فصل الشتاء، اعتاد الناس على رؤية أكيفا وحماره لدرجة أنهم لم يعطوه أهمية مجددًا. فهم أكيفا الدرس، وعاد إلى المدرسة. «هذا جيد»، قالت راشيل، «إذا كنت محرجًا، فلن تتعلم أبدًا».

## أربع وعشرون سنة من الانفصال
بعد تلقي تعليمه الأساسي، غادر عكيفا منزله لدراسة التوراة في أكاديمية تحت إشراف الحاخام أليعازر والحاخام يهوشع. انتقلت راشيل مع والدة عكيفا وعملت على إعالة نفسها وزوجها؛ كانت تُرسل نصف أجرها إلى عكيفا. عندما علمت راشيل أن زوجها لا يستطيع تحمل تكلفة سعر الزيت لمصباح النور الخاص به للدراسة في الليل، باعت شعرها في السوق. بعد مرور اثني عشر عامًا، عاد أكيفا من الأكاديمية، برفقة 12000 تلميذ. عند دخوله بلدته، سمع رجلاً عجوزاً يؤنب زوجته، «كم من الوقت ستجلسين مثل الأرملة (في انتظاره)؟» وكان ردها: «إذا كان يستمع إلي، فأريده قضاء [في دراسة التوراة] اثني عشر عاماً آخر». أخذ أكيفا هذا الرد على أنه موافقتها لمواصلته التعلم، ودون تحية زوجته، عاد إلى الأكاديمية لمدة 12 سنة أخرى.